# Willem Stevens
Willem Frans Casimir Stevens (Den Haag, 10 februari 1938) is een gerenommeerd (fiscaal) advocaat, die twaalf jaar Eerste Kamerlid voor het Christen-Democratisch Appèl (CDA) was. Stevens begon zijn loopbaan als belastinginspecteur en werd daarna advocaat en belastingadviseur in Amsterdam. Hij had zitting in de belastingsherzieningscommissie-Oort en leidde in 1990-1991 de opvolgende belastingcommissie-Stevens. Hij is actief als advocaat, bestuurder en toezichthouder.

## Biografie
Stevens studeerde rechten aan de Rijksuniversiteit Leiden, waar hij in 1961 zijn meestertitel (master) behaalde. Gelijktijdig volgde hij een opleiding aan de Rijksbelastingacademie, waar hij in 1962 afstudeerde. Vervolgens behaalde hij in het studiejaar 1962-1963 de LL.M-titel aan de Harvard Law School in Cambridge (Mass., USA).
Stevens was van 1963 tot 1965 adjunct-inspecteur van Rijksbelastingen en van 1965 tot 1972 advocaat en belastingadviseur bij advocatenkantoor Caron & Van den Heuvel te Amsterdam. Van 1972 tot 2002 was hij voorzitter/senior partner bij advocatenkantoor Caron & Stevens/Baker & McKenzie (voorheen Caron & Stevens), advocaten, belastingadviseurs en notarissen te Amsterdam (het Nederlandse kantoor van de internationale advocatenmaatschap Baker & McKenzie). Stevens was van 2002 tot 2006 senior counsel bij Baker & McKenzie Amsterdam N.V.
Hij was lid van de Provinciale Staten van Noord-Holland van 1987 tot 1991 en van de Eerste Kamer der Staten-Generaal van 1991 tot 2003. Hij had zitting in de belastingherzieningscommissie-Oort en leidde in 1990-'91 de opvolgende belastingcommissie-Stevens. Behalve woordvoerder belastingen en economische zaken was hij in de Eerste Kamer voorzitter van de vaste Commissie voor Financiën en van de Commissie voor de Verzoekschriften.

## Onderscheidingen
Ridder in de Orde van de Nederlandse Leeuw (1994)
Officier in de Orde van Oranje Nassau (2003)